# Kiisamaa
Kiisamaa – wieś w Estonii, w prowincji Parnawa, w Lääneranna.
Przed reformą administracji gmin estońskich w 2017 roku, miejscowość Kiisamaa należała do gminy Koonga.